# 粕谷一希
粕谷 一希（かすや かずき、1930年2月4日 - 2014年5月30日）は、日本の編集者、出版事業家、文筆家。都市出版株式会社社長を経て、相談役。
保守派の編集者として多くの書き手を送り出し、戦後日本の論壇に保守主義、現実主義の潮流を築いた。東京府出身。

## 来歴・人物
東京雑司が谷に生まれる。東京府立第五中学校、一高を経て、東京大学法学部を卒業。学生時代には河合栄治郎、和辻哲郎、波多野精一、猪木正道、蠟山政道、丸山眞男の著作を読み、高坂正顕、鈴木成高、西谷啓治、高山岩男など敗戦後否定されていた京都学派の戦中期の著作にも影響を受けた。
1955年、中央公論社に入社。「中央公論」編集部を振り出しに社内を転々と移る。その保守の思想信条を社長の嶋中鵬二に見込まれ、嶋中事件が起こった1961年に「中央公論」編集部次長に抜擢された。
1967年より「中央公論」編集長。永井陽之助、高坂正堯、萩原延寿、山崎正和、塩野七生、庄司薫、高橋英夫、白川静などを世に送り出す。
『思想の科学』天皇制特集号廃棄事件で執筆者陣や労働組合の抗議を受け、『中央公論』編集長を解任され同誌から派生した月刊誌『歴史と人物』編集長に就任。3年で『中央公論』編集長に再任。しかし1976年に、山口昌男が担当していた連載時評の最終の二回分で、天皇制を文化人類学的に論じ（のち『知の遠近法』、岩波書店に収録）、部下がこれを掲載差し止めする事件が起き、再度編集長を解任された。後に粕谷自身は未読だったが、自分が読んでも書き直しをお願いしたかもしれないと回想している。
1978年、労働争議に関連して辞表を提出退社。1980年、最初の著書『二十歳にして心朽ちたり』を上梓。1982年、江藤淳は「ユダの季節」を書き、粕谷、中嶋嶺雄、山崎正和が徒党を組んで仲間褒めをしていると批判した。
1986年、「東京人」誌を創刊。1987年4月、都市出版株式会社を創業、代表取締役社長を長く務めた（そのときの部下の一人が坪内祐三）。翌88年10月に「外交フォーラム」も創刊した。同社の退任後は相談役となった。
竹山道雄著作集、猪木正道著作集、高坂正堯著作集の出版にも携わった。
2014年5月30日午後6時、心不全のため東京都豊島区の病院で死去。84歳没。6月6日に護国寺桂昌殿で葬儀が行われた。

## 著書
- 『二十歳にして心朽ちたり』新潮社 1980。洋泉社MC新書 2007
- 『戦後思潮 知識人たちの肖像』日本経済新聞社 1981。藤原書店 2008（増訂版）
- 『対比列伝 戦後人物像を再構築する』新潮社 1982
- 『河合栄治郎 闘う自由主義者とその系譜』日本経済新聞社 1983
- 『都会のアングル』TBSブリタニカ 1983
- 『面白きこともなき世を面白く 高杉晋作遊記』新潮社 1984
- 『東京あんとろぽろじい 人間・時間・風景』筑摩書房 1985
- 『中央公論社と私』文藝春秋 1999
- 『鎮魂 吉田満とその時代』文春新書 2005
- 『反時代的思索者 唐木順三とその周辺』藤原書店 2005
- 『作家が死ぬと時代が変わる 戦後日本と雑誌ジャーナリズム』日本経済新聞出版社 2006。水木楊解説[5]
- 『内藤湖南への旅』藤原書店 2011
- 『歴史をどう見るか　名編集者が語る日本近現代史』藤原書店 2012。聞き書き
- 『生きる言葉　名編集者の書棚から』藤原書店 2014
- 『粕谷一希随想集』（全3巻）藤原書店 2014。刊行中に没す
  - I 忘れえぬ人びと、II 歴史散策、III 編集者として

### 編著・共著ほか
- 『言論は日本を動かす（7） 言論を演出する』講談社 1985
- 『言論は日本を動かす（6） 体制に反逆する』講談社 1986
- 『歴史の読み方 対談書評』筑摩書房 1992。歴史・政治学者10名との対話
- 『メディアの迷走　誇りなき報道が国を亡ぼす』PHP研究所 1994
- 『編集とは何か』藤原書店編集部編 2004。寺田博・松居直・鷲尾賢也と共著
- 『〈座談〉書物への愛』藤原書店 2011。作家・編集者8名との対話
- 『名伯楽　粕谷一希の世界』藤原書店編集部編 2015。知人67名による追想